# Rosenheim
Pour les articles homonymes, voir Rosenheim (homonymie).
Rosenheim est une ville-arrondissement (kreisfreie Stadt) allemande, située au confluent de la rivière Mangfall et l'Inn, en Bavière. C'est le chef-lieu de l'arrondissement de Rosenheim dont elle ne fait pas partie. Avec plus de 60 000 habitants, Rosenheim est la troisième ville du district de Haute-Bavière, après Munich et Ingolstadt.

## Géographie

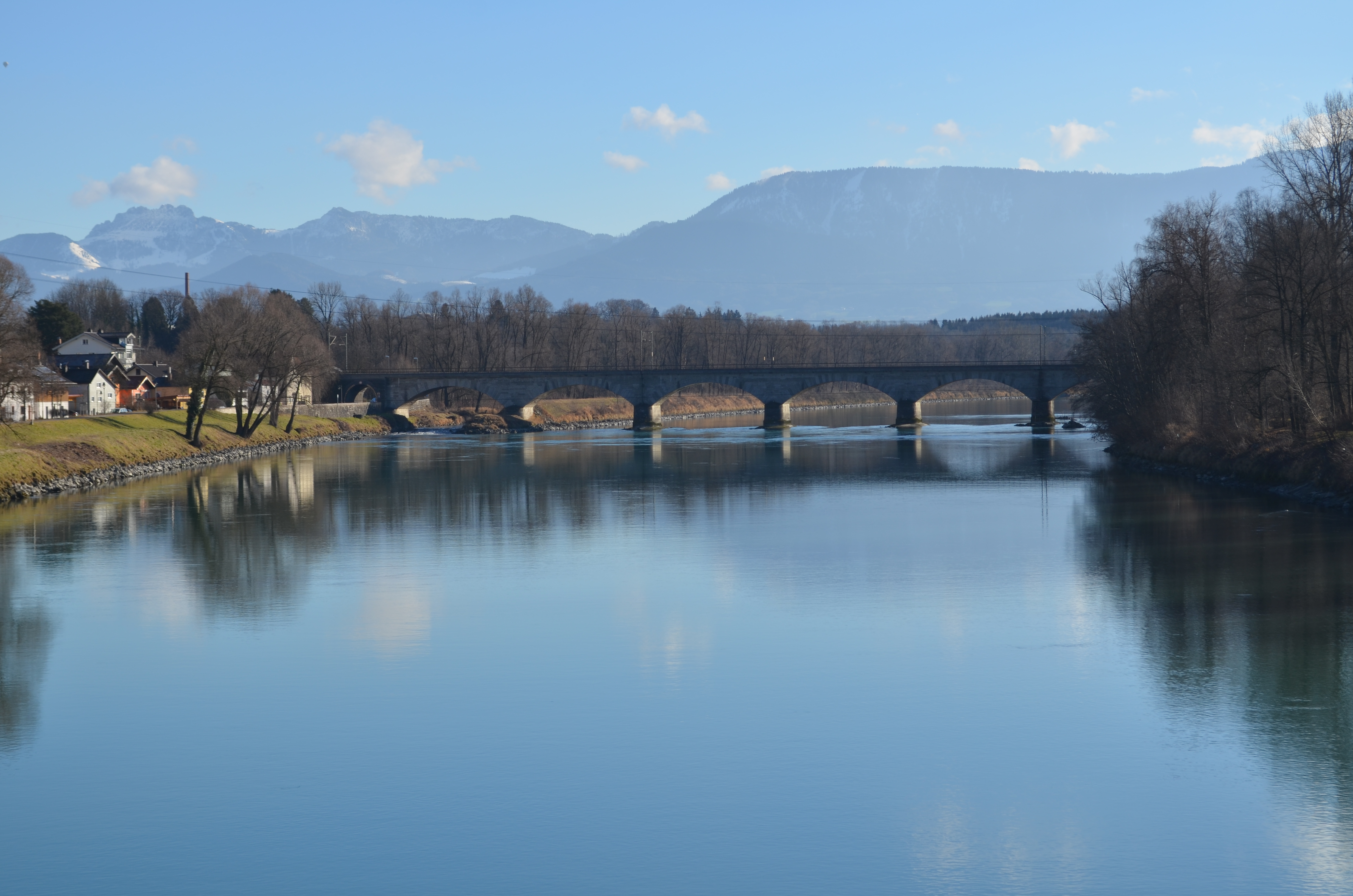
Pont ferroviaire sur l'Inn.

La ville est un important nœud de circulation dans le triangle Munich (à 60 km au nord-ouest), Salzbourg (environ 80 km à l'est) et vers les Alpes bavaroises et la vallée de l'Inn (Inntal) au sud avec Innsbruck (à 110 km au sud-ouest) et le col du Brenner premettant d'accéder à l'Italie, pour le réseau de chemin de fer autant que pour celui de l'autoroute (Bundesautobahn 8 et Bundesautobahn 93).
Dans un périmètre de 25 km autour de Rosenheim se trouvent le Chiemsee, le Simssee et une douzaine de lacs, ainsi que les premières montagnes des Préalpes bavaroises dont le Wendelstein et les Alpes du Chiemgau. La ville est ainsi très attirante pour les amateurs de randonnée, de varappe, du parapente, du VTT et les skieurs.
Grâce à l'école polytechnique supérieure (Technische Hochschule Rosenheim) avec sa filière sur le travail du bois, Rosenheim attire des étudiants de toute l'Allemagne. L'IFT Rosenheim  est l'institut technique des fenêtres lié à la Fachhochschule à l'origine du profil de fenêtre en 64 mm permettant une bonne tenue des peintures et lasures.
La ville abrite un couvent de capucins datant de 1606.

### Quartiers
En plus du centre-ville, le territoire communal comprend huit quartiers :
| - Ouest - Est - Sud | - Fürstätt - Westerndorf St. Peter - Happing | - Aising - Pang |

## Histoire
| Appartenances historiques Duché de Bavière 907–1255 Duché de Basse-Bavière 1255–1353 Duché de Bavière-Landshut 1353-1503 Duché de Bavière 1503–1623 Électorat de Bavière 1623–1806 Royaume de Bavière 1806–1918 République de Weimar 1918–1933 Reich allemand 1933–1945 Allemagne occupée 1945–1949 Allemagne 1949–présent |

## Économie
La brasserie Flötzinger Brauerei se situe dans la ville.

## Jumelages
- Lazise (Italie)
- Briançon (France)
- Beer-Sheva (Israël)
- Ichikawa (Japon)

## Sport
Il existe à Rosenheim une longue tradition de hockey sur glace. L'association de sport locale, le Sportbund Rosenheim, a été champion allemand en 1982, 1985 et 1989, mais l'équipe a alors été recalée en 2e division pour des raisons financières. Après la remontée immédiate en 1e division, l'équipe a été rebaptisée Starbulls.

## IFT Rosenheim
Fondé en 1966, l'IFT Rosenheim  est l'institut spécialisé dans les fenêtres. Il est mondialement connu :
- pour le travail mené pour l'amélioration des fenêtres, qualités et durabilité ;
- pour l'ensemble des normes reprises en Europe et ailleurs ;
- et en particulier pour le travail réalisé en commun avec les corporations de menuisier et de peintre qui a conduit au profil dit "Rosenheim" dans les années 1980 : profil de 64mm permettant une durabilité notable des peintures et une excellente isolation.

## Personnalités liées à la ville

### Citoyens d'honneur
Depuis 1905, treize personnes ont été faites citoyen d'honneur (Ehrenbürger) de Rosenheim, parmi lesquelles Hans Ritter von Lex, Paul von Hindenburg et Johann Klepper.

### Nés à Rosenheim
| Josef Enzensperger   | (1873–1903) | Alpiniste et météorologue                                                     |
| Hermann Göring       | (1893–1946) | Aviateur et homme politique allemand, ministre de l'air du Troisième Reich.   |
| Günther Maria Halmer | (1943)      | Acteur                                                                        |
| George Dzundza       | (1945)      | Acteur américain                                                              |
| Martin Tomczyk       | (1981)      | Pilote automobile                                                             |
| Sven et Lars Bender  | (1989)      | Frères jumeaux et tous les deux internationaux allemands.                     |
| Philipp Grubauer     | (1991)      | Gardien de but de hockey sur glace évoluant dans la LNH au Kraken de Seattle. |

### Autres personnalités liées à la ville
| Edmund Stoiber             | (1941)      | Ancien ministre-président de la Bavière et président de la CSU, a étudié au lycée Ignaz-Günther-Gymnasium.                                             |
| Hans-Ulrich Rudel          | (1916-1982) | Pilote allemand de Stuka et un membre du NSDAP (parti national-socialiste). Il est le militaire allemand le plus décoré de la Seconde Guerre mondiale. |
| Karl-Theodor zu Guttenberg | (1971)      | Homme politique, ministre de la défense en 2009, a étudié au lycée Ignaz-Günther jusqu'à son Abitur.                                                   |
| Bastian Schweinsteiger     | (1984)      | Footballeur international allemand, formé entre 1992 et 1998 au TSV 1860 Rosenheim et vainqueur de la Coupe du monde de football 2014.                 |